# Stavanger ishockeyklubb
Le Stavanger ishockeyklubb est un club de hockey sur glace de Stavanger en Norvège. Créé en 2000 par Hartti Kristola, un homme d'affaires finlandais, le club évolue sous le nom de Stavanger Oilers et rejoint l'élite norvégienne en 2003 après deux promotions consécutives.
En 2006, ils jouent leur première finale des séries de l'élite mais sont balayés en quatre rencontres sans partage. Ils remportent leur premier titre en 2010 avant de perdre une nouvelle fois en finale en 2011. Les Oilers remportent des nouveaux titres en 2012, 2013, 2014, 2015, 2016, 2017, 2022 et 2023. Ils participent à la finale 2013-2014 de la Coupe continentale qu'ils gagnent.

## Historique

### Les débuts
L'histoire du hockey sur glace dans la ville de Stavanger date de 1968 avec la création du Viking Ishockeyklubb. Le club existe pendant près de 30 ans avant de déposer le bilan en 1996. En 2000, le Stavanger ishockeyklubb est créé sous l'impulsion de l'homme d'affaires finlandais, Hartti Kristola. Ce dernier finance le club quasiment exclusivement de sa poche et fera de même jusqu'à son retrait de l'équipe en 2004.
L'équipe joue sa première saison en 2001-2002 dans le championnat de division 2, le troisième niveau de Norvège. Après les 24 rencontres de la saison régulière, la nouvelle équipe norvégienne finit à la première place du classement. Ils remportent l'intégralité des rencontres en inscrivant 435 buts contre seulement 48 buts accordés. L'équipe est en grande partie constituée de joueurs finlandais dont Jari Kesti. Le vétéran finlandais a déjà dix saisons professionnelles derrière lui mais il compte tout de même au cours de cette saison 116 buts et 110 assistances en 21 rencontres.
Les Oilers continuent sur leur lancée en division 1 pour la saison 2002-2003 ; en remportant 31 des 36 rencontres de la saison régulière, ils gagnent leur place avec Bergen et Gjøvik pour jouer la poule de promotion pour le championnat élite de Norvège, l'Elitserien. La quatrième équipe participant à la poule de relégation est celle de Lørenskog et au bout des six rencontres jouées par chaque équipe, la formation de Kristola est première avec cinq victoires et une seule défaite contre Bergen,. Avec 150 points, 69 buts et 81 passes décisives, Kesti est encore une fois le meilleur pointeur de son équipe et de l'ensemble de la ligue.

### Premières années en élite
Le premier match des Oilers en Elitserien a lieu le 21 septembre 2003 contre l'équipe de Lillehammer et les promus s'imposent 5-1. Ils écartent également au deuxième match Manglerud Star Ishockey sur le score sans partage de 10-0. À la fin de la saison régulière, les Oilers se classent à la sixième place du classement avec 19 victoires, 18 défaites, 1 victoire en prolongation et 4 défaites en prolongation. Kesti marque une nouvelle fois les esprits en 2003-2004 en inscrivant 26 buts et 37 aides pour 63 points, le plus grand nombre de points et de passes décisives de la saison régulière de l'élite. Trois autres joueurs des Oilers, Tomi Suoniemi, Teemu Kohvakka et Morten Bakkene, se classent dans les dix premiers pointeurs de la saison.
Pour sa première saison en élite, Stavanger joue les séries éliminatoires et le club est opposé à celui de Trondheim, troisième de la saison régulière. Après une victoire de chaque côté, le promu se qualifie pour les demi-finales en battant deux fois en prolongations Trondheim, les deux buts étant inscrits par l'intermédiaire de Kohvakka. La belle aventure des Oilers s'arrête tout de fois à ce stade de la compétition après trois défaites contre les Storhamar Dragons, la meilleure équipe de la saison régulière et futur vainqueur en finale. Avant les débuts de la saison 2004-2005, Tore Christiansen prend la direction de l'équipe alors que Kesti quitte le club pour rejoindre Vålerenga Ishockey ; il reviendra au sein de l'équipe après 23 rencontres. Septièmes de la saison régulière, les Oilers accèdent aux séries mais ils sont éliminés en quarts de finale en trois rencontres par Vålerenga, futur champion. Avec 42 points, Teemu Kohvakka est le meilleur pointeur de l'équipe, le septième de la ligue, un point devant son coéquipier, Suoniemi. Depuis les débuts du club, l'équipe est dirigée par Matti Riekkinen mais après une lourde défaite en janvier 2005, il est remplacé par Gunnar Johansson.

### La première finale
Le nouvel entraîneur fait venir de nouveaux joueurs au club pour la saison 2005-2006. L'équipe compte ainsi sur les renforts de plusieurs joueurs suédois : Bengt Höglund dans les buts, Martin Johansson en défense et Fredrik Sundin en attaque. Le norvégien international Snorre Hallem rejoint également le club. Ces nouvelles venues aident le club à se classer à la quatrième place de la saison régulière avec quatre points de retard sur le troisième, Vålerenga, et huit sur Stjernen Hockey, deuxièmes. La première place est occupée par Storhamar qui domine la saison avec 34 victoires et compte 108 points soit 37 de plus que les Oilers. Ces derniers sont menés par Sundin, auteur de 40 points, alors que Kesti joue sa dernière saison avec le club,.
L'équipe bat au premier tour des séries les Sparta Warriors, cinquièmes de la saison régulière, en cinq rencontres. Ils retrouvent Stjernen en demi-finale alors que l'autre série oppose Storhamar et Vålerenga. Six rencontres sont nécessaires aux joueurs de Vålerenga pour se qualifier pour la finale. Dans leur demi-finale, les Oilers et les Warriors ne parviennent pas à se départager avant la septième date. Les deux équipes se neutralisent également au cours de cette rencontre et il faut attendre 92e minutes de prolongation pour voir Juha Kaunismäki donner la victoire aux Oilers et leur première finale. Cette dernière commence le 13 mars 2006 et les joueurs de Stavanger sont blanchis par Tommy Lund 3-0. Après une nouvelle défaite 5-3 lors du deuxième match, les Oilers débutent bien la troisième opposition avec notamment trois buts de Morten Bakkene mais ils sont rejoints au score et perdent en prolongation. Le dernier match voit un nouveau blanchissage de Lund 5-0 pour un 24e titre de Vålerenga. Avec 21 points, 10 buts et 11 passes, Sundin finit les séries à la première place des pointeurs à égalité avec le canadien Greg Day de Vålerenga.

### Des éliminations précoces

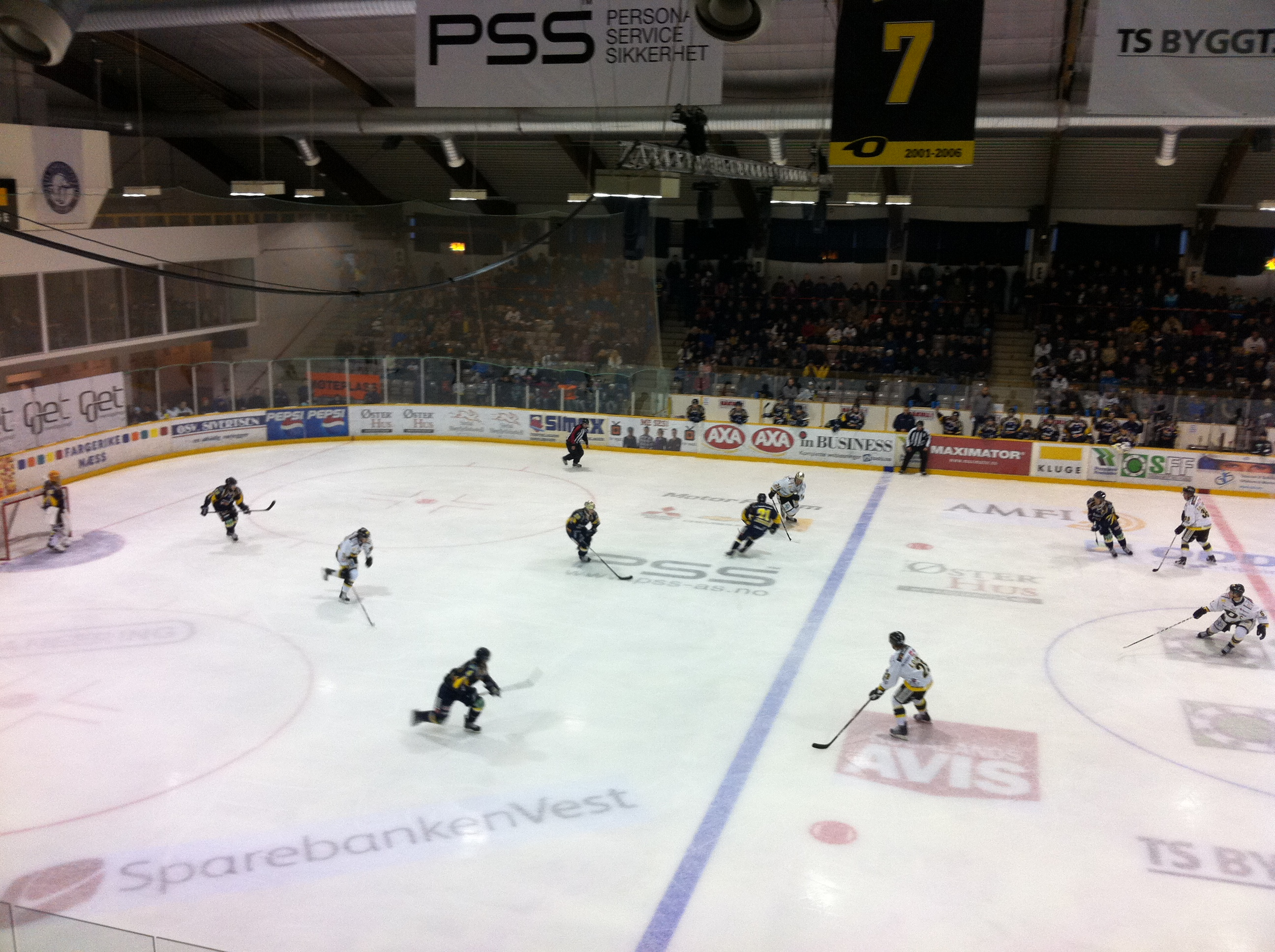
Stavanger contre Storhamar en novembre 2010

Le 7 septembre 2006, le club décide de mettre en avant la carrière de Kesti et de Tomi Suoniemi en faisant que leur numéro, respectivement le 7 et le 27, ne puisse plus jamais être utilisé par un joueur. Pour la saison 2006-2007, Lars Peder Nagel et Marius Trygg arrivent au sein de l'équipe qui finit à la troisième place du classement. Henric Höglund, également nouveau au sein du club, finit septième meilleur pointeur de la ligue avec 53 points. Les Oilers passent le premier tour des séries mais perdent en demi contre Storhamar, quatre matchs à deux.
Les débuts de la saison 2007-2008 sont mauvais pour les Oilers et en novembre, Larry Huras est nommé nouvel entraîneur de l'équipe. Il décide de titulariser le jeune André Lysenstøen dans les buts de l'équipe à la place du suédois Höglund. L'équipe se dote également d'un nouvel attaquant en la personne de Brendan Brooks, un canadien ancien joueur de la Ligue américaine de hockey ; avec 49 points, il est le meilleur réalisateur de son équipe, le septième de la ligue, alors que les Oilers se classent sixièmes de la saison. Ils sont éliminés dès le premier tour des séries par Storhamar qui aligne dans ses buts Ruben Smith, jeune joueur de 20 ans, natif de Stavanger. Il ne concède que trois buts au cours des quatre victoires des siens sur 124 lancers.
Anders Myrvold, le premier joueur norvégien de l'histoire à jouer dans la Ligue nationale de hockey, signe un contrat de trois saisons avec Stavanger avant les débuts du championnat 2008-2009. Huras est remplacé dans ses fonctions par Enio Sacilotto qui amène avec lui Jonathan Zion. Malgré ses ajouts, les Oilers finissent la saison à la quatrième place du calendrier. Brooks est une nouvelle fois le meneur de l'équipe avec 52 réalisations, huitième au total de l'élite. Les séries des Oilers s'arrêtent une nouvelle fois après une défaite au premier tour contre Smith et ses coéquipiers de Storhamar.

### Premier titre de champions de Norvège puis une défaite en finale
À la suite de cette nouvelle saison sans résultats concrets, Brooks quitte le club et rejoint la Suisse et l'équipe change une nouvelle fois d'entraîneur avec l'arrivée de Petter Thoresen derrière le banc. Les Oilers se classent troisième de la saison régulière mais pour la première fois depuis des années, aucun joueur ne fait partie des dix meilleurs pointeurs de l'élite. Le suédois, Martin Strandfeldt, est le meilleur réalisateur de la formation avec 47 points.

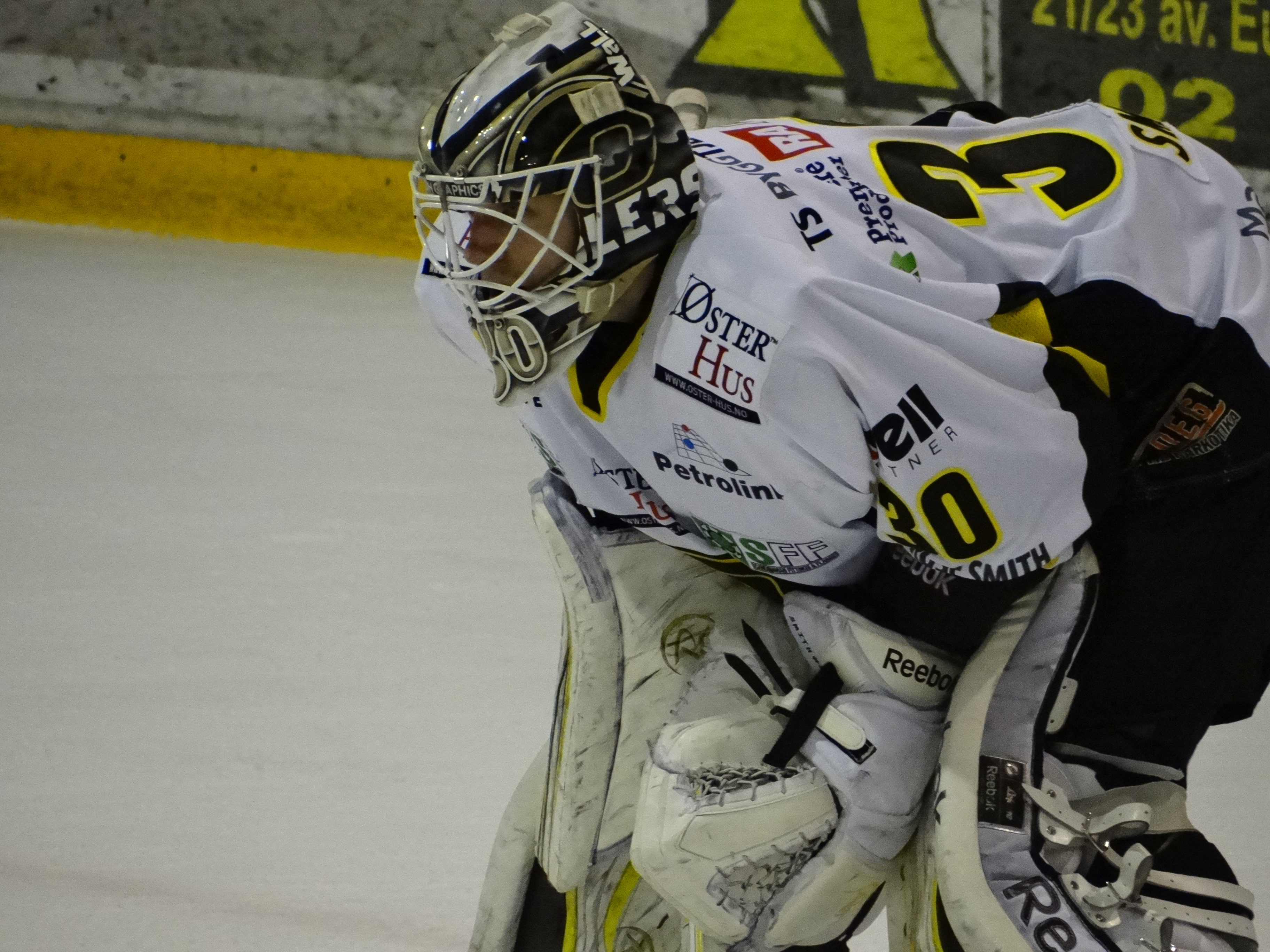
En janvier 2011, Ruben Smith arrive au sein des Oilers.

La formation de Stavanger bat Lillehammer au premier tour des séries dont deux blanchissages par Antti Ore 6-0 et 1-0 lors des cinquième et sixième rencontres. Les demi-finales des séries voient l'opposition entre les Oilers et le Sparta Sarpsborg ; après six rencontres, ce sont les joueurs de Stavanger qui se qualifient pour la deuxième finale de leur histoire. Ils y rencontrent Vålerenga, champion en titre et déjà sacré 26 fois depuis les débuts de l'équipe en 1913. La finale débute mal pour les Oilers qui perdent la première rencontre 5-4 après prolongation. Ils remportent le deuxième match 4-3 le 10 avril pour égaliser la série mais sont blanchis au match suivant par le gardien canadien du champion, Patrick Desrochers, 5-0. Stavanger revient dans la série en remportant la quatrième date en prolongation 2-1. Vålerenga est tout proche de gagner le sixième match : à cinq minutes de la fin du match, ils mènent sur le score de 2-0. Stavanger inscrit un premier but puis un second à une vingtaine de secondes de la fin du match, ce dernier but étant inscrit involontairement du patin par Christian Dahl Andersen. Les deux équipes jouent donc une nouvelle prolongation et Strandfeldt inscrit le but de la victoire pour les Oilers. Avec un blanchissage 4-0 d'Ore, les Oilers remportent leur premier titre de champion le 18 avril. Snorre Hallem, Fredrik Sundin, Strandfeldt et Christian Dahl Andersen inscrivent les buts des Oilers.
Pour la première fois du championnat norvégien, le champion de la saison est une équipe venant de la côte Ouest du pays. Robbie Bina, défenseur de Stavanger, est désigné meilleur joueur des séries ; il est également désigné dans l'équipe type de la saison.
Le 21 janvier 2011, Ruben Smith, qui évolue depuis les débuts de la saison 2010-2011 avec Rosenborg IHK, signe un contrat avec l'équipe de Stavanger pour le reste du calendrier. Les champions en titre se classent deuxièmes de la saison régulière, 14 points derrière le Sparta Sarpsborg. Trois des joueurs de l'équipe se classent dans les dix premiers pointeurs de l'élite : Martin Strandfeldt avec 37 buts, 28 aides et 65 points est premier, Christian Dahl Andersen, 23 buts et 42 aides soit 65 points également, est troisième et enfin Juha-Pekka Loikas, 22 buts et 32 passes décisives soit 54. L'équipe élimine au premier tour des séries le club de Frisk Asker en cinq rencontres ; ils éliminent ensuite Lørenskog en six parties dont la dernière victoire en prolongation à la suite d'un but de Marius Trygg. Les deux meilleures équipes de la saison régulière se retrouvent en finale mais le classement général est respecté avec une victoire de l'équipe de Sarpsborg quatre matchs à un. La seule victoire des Oilers est un blanchissage 5-0 lors de la deuxième date alors que Sarpsborg réalise deux blanchissages 3–0 pour les quatrième et cinquième rencontres. À l'issue de la saison, Strandfeldt est élu dans l'équipe type de la saison alors que Thoresen est désigné meilleur entraîneur de la saison.

### De nouveaux titres de champions de Norvège

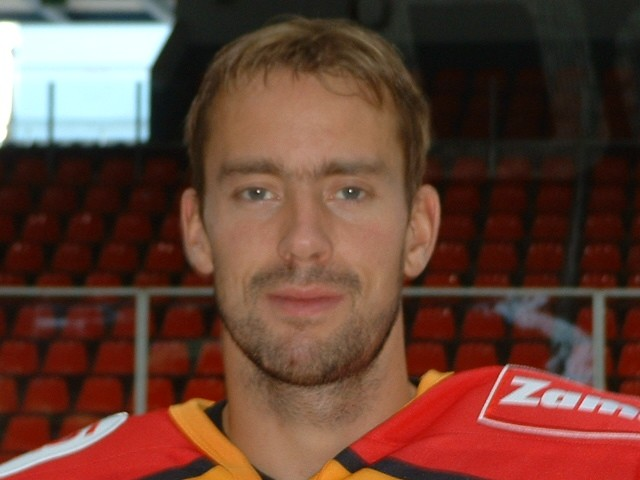
Tore Vikingstad joue ses deux dernières saisons professionnelles avec les Oilers en 2011-2012 et 2012-2013

Les Oilers enregistrent l'arrivée de Tore Vikingstad, auteur déjà de 17 saisons de hockey sur glace dans différents championnats élites pour deux saisons. Même si ce dernier se blesse au coude au début de la saison 2011-2012  et qu'il ne joue que peu, les joueurs de Stavanger dominent le championnat. Alors que Ryan MacMurchy et Strandfeldt, respectivement 76 et 70 points, sont les deux meilleurs réalisateurs de l'élite, l'équipe termine à la première place du classement avec 112 points, soit 21 de plus que leurs dauphins, les joueurs de Lørenskog. Les Oilers éliminent au premier tour des séries Rosenborg en quatre victoires en autant de matchs. Lillehamer subit le même sort en demi-finale dont une défaite avec un blanchissage 3-0 par Ruben Smith.
Comme la saison passée, la finale oppose le premier et le deuxième de la saison régulière mais cette fois, les Oilers sont favoris. Cependant, le premier match, qui est joué sur la glace de Stavanger, se termine par une victoire 3-1 de Lørenskog, le seul but des Oilers étant inscrit par Jimmy Kilpatrick. Les Oilers gagnent le match suivant dans la patinoire de Lørenskog sur le score de 4-3. Ils parviennent à enchaîner les résultats en gagnant le troisième match 8-5 dont deux buts et une assistance de Strandfeldt. Lørenskog égalise la série en remportant la partie suivante 3-2 mais Stavanger reprend une longueur d'avance au cours de la cinquième date. Ils s'imposent en effet 4-3 après dix minutes de prolongation, le but de la victoire étant inscrit par Dahl Andersen. L'équipe remporte son deuxième titre de champion de Norvège le soir du 13 avril 2012 avec une quatrième victoire, cette fois sur le score de 2-1 avec le premier but inscrit par Strandfeldt et le second par Lars Peder Nagel. Avec 30 points en série, Strandfeldt est le meilleur réalisateur de l'après-saison alors que le défenseur Tim Kunes et l'ailier MacMurchy sont tous les deux sélectionnés dans l'équipe type de la saison.
Fin novembre, l'équipe participe à la Coupe continentale 2012-2013 ; la ville accueille le groupe E dont le vainqueur se voit offrir une place pour la Super finale prévue début janvier au Palais des sports Droujba à Donetsk en Ukraine. Les locaux débutent bien la compétition puisqu'ils remportent leur premier match européen 7-2 contre le club polonais du KH Sanok. Les Oilers gagnent également le deuxième contre Beïbarys Atyraou, l'équipe du Kazakhstan, même si cette fois la partie est plus disputée et qu'ils doivent leur victoire à un but en prolongation de Kunes. Ils sont cependant battus lors de la séance des tirs de fusillade lors du troisième match par les biélorusses du Metallourg Jlobine.
Malgré cette défaite lors de la compétition européenne, les joueurs de Stavanger finissent bien la saison en se classant deuxièmes du championnat, sept points derrière Vålerenga. Dahl Andersen est le meilleur pointeur de la saison avec 78 points alors que Strandfeldt est troisième, 64 points, et Loikas neuvième avec 59 réalisations. La nouvelle patinoire permet effectivement au club d'attirer plus de monde avec une moyenne de 3 663 spectateurs par rencontre. Frisk Asker puis Lørenskog sont éliminés par Stavanger lors des premiers tours des séries en cinq et six rencontres. La qualification pour la finale ne se fait pas le plus simplement puisque lors du dernier match, les Oilers sont menés 4-1 un peu après la moitié du match. Finalement, ils s'imposent sur le score de 6-4 avec trois buts de Matt Ryan dont deux inscrits en infériorité numérique. La finale oppose donc la meilleure équipe des dernières années à l'équipe la plus titrée, Vålerenga. Six matchs sont nécessaires pour voir les Oilers remporter un troisième titre. Ils remportent ce succès en prolongation par un but de leur vétéran, Snorre Hallem qui est au club depuis 2005. En plus d'être désigné, avec Kunes, dans l'équipe type de la saison, Christian Dahl Andersen reçoit le titre de meilleur joueur de la saison 2012-2013.

### Vainqueur de la Coupe Continentale puis champion de Norvège

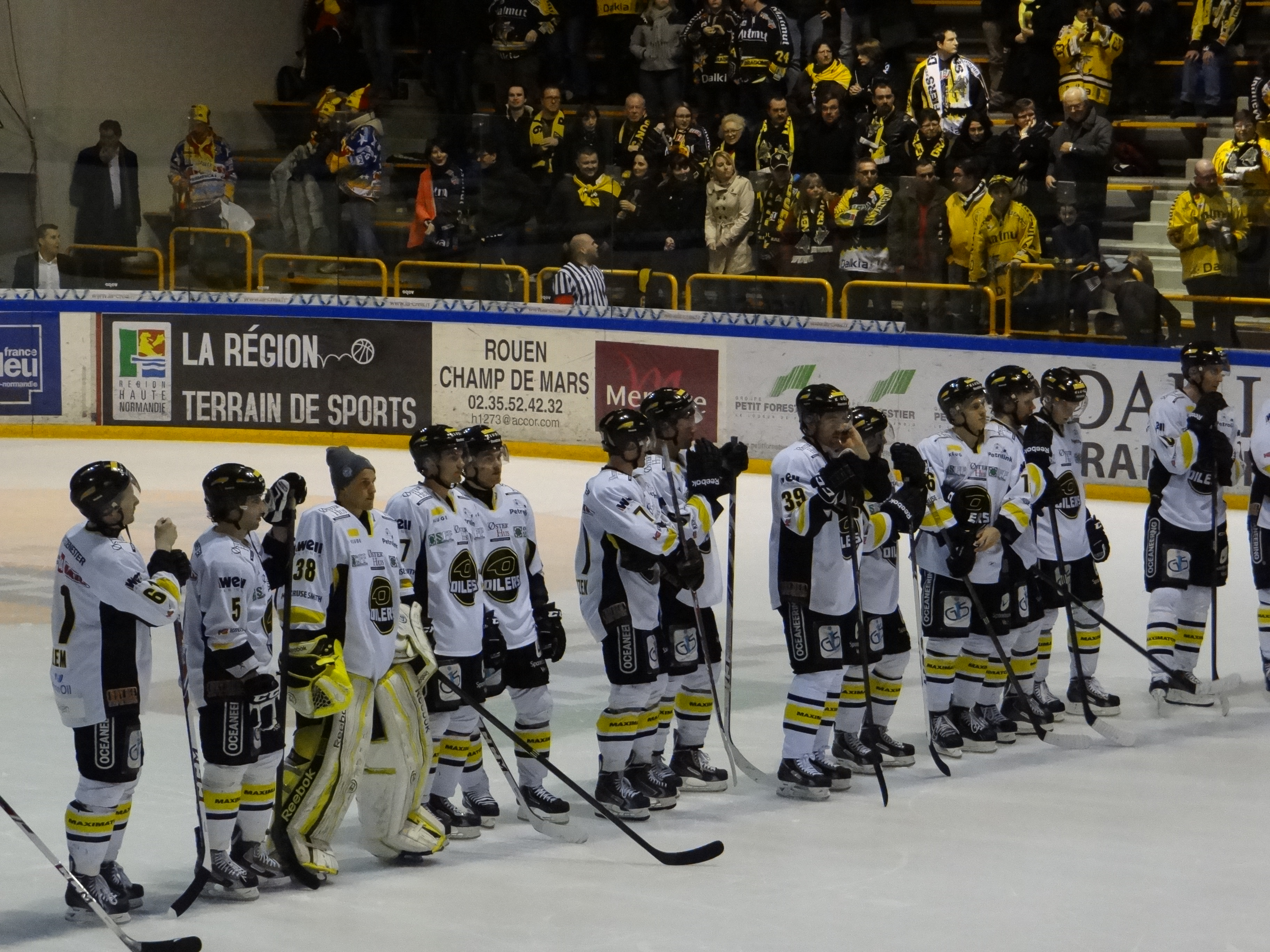
Les joueurs de Stavanger au cours de la finale de la Coupe continentale 2013-2014.

Comme lors de la saison précédente, les Oilers jouent en novembre la Coupe continentale. Le groupe E auquel ils participent joue ses rencontres au Danemark et les Oilers remportent les trois matchs : 4-3 contre HK Nioman Hrodna, 9-1 contre Dunaújvárosi Acélbikák et 3-1 contre SønderjyskE Ishockey. Ils gagnent ainsi leur place pour la super finale qui se joue les 10-11-12 janvier 2014 dans la patinoire des Dragons de Rouen. Les Oilers débutent la finale en jouant contre les champions en titre de la coupe, les Donbass Donetsk évoluant en temps normal dans la Ligue continentale de hockey. Les deux équipes ne parviennent pas à se départager avant les tirs de fusillade mais après quatre tireurs, ce sont les champions en titre qui remportent le premier match. Stavanger bat les locaux lors du deuxième match sur le score de 6-2 alors que ces derniers ont déjà perdu le premier match 6-0 contre Asiago. Les Oilers jouent en premier lors de la dernière journée de la finale et ils battent l'équipe italienne sur le score de 7-2. Le dernier match du tournoi est donc une confrontation entre Rouen et Donbass qui se neutralisent 3-3. Après quatre tireurs de chaque côté, les joueurs de Rouen s'imposent et offrent par la même occasion le titre de vainqueur de la Coupe Continentale aux Oilers qui terminent avec sept points contre six pour Donbass. Ruben Smith est désigné meilleur gardien du tournoi. Auteur chacun de 2 buts et 3 aides pour un total de 5 points, Jean-Michel Daoust et Dan Kissel terminent meilleurs réalisateurs de la finale à égalité avec Christopher DiDomenico d'Asiago et Marc-André Thinel de Rouen, ce dernier les devançant au nombre de buts inscrits.
L'équipe termine la saison à la deuxième place du classement derrière Vålerenga avec seulement deux points de moins au classement général. Dan Kissel est le meilleur pointeur des Oilers, troisième de la ligue, avec 61 points.
Les Oilers remportent un nouveau titre de champion de Norvège à l'issue des séries éliminatoires 2014. Ils éliminent d'abord l'équipe de Rosenborg 4-0 avant de devoir jouer sept rencontres contre les joueurs de Lillehammer. Ils retrouvent en finale des séries la formation de Vålerenga, qui a l'avantage de la glace en raison de sa première place au classement général. Cette dernière s'impose lors du premier match 4-2 sur sa glace mais le deuxième match, joué à Stavanger, tourner à l'avantage des Oilers qui remportent à leur tour la rencontre 4-2. Juha-Pekka Loikas permet aux Oilers de gagner le troisième match sur le score de 2-1. Chaque équipe gagne le match suivant sur sa patinoire et le sixième match est décisif pour les Oilers. Ils mettent la main sur un quatrième titre de champion lors d'une victoire par le plus petit score possible, l'unique but de la rencontre étant inscrit par Daoust. Auteur de 15 points, le défenseur Nick Schaus est désigné meilleur joueur des séries. Autre défenseur de l'équipe à être récompensé, Kurt Davis fait partie de l'équipe d'étoiles de la saison.
Premiers de la saison 2014-2015 avec 100 points, 5 d'avance sur les Storhamar Dragons, les joueurs de Stavanger écrasent leurs adversaires aux deux premiers tours en quatre rencontres sans réponse : Stjernen puis Vålerenga. Ils retrouvent en finale les Dragons, mais cette fois les deux équipes se partagent les victoires au cours des six premières rencontres. Le champion 2014-2015 est donc désigné à l'issue d'un septième match le 18 avril. Les Oilers débutent fort puisqu'ils mènent rapidement 3-0 mais les Dragons inscrivent deux buts, un en fin de deuxième période et le second juste au début de la dernière période du temps réglementaire. Mais Tommy Kristiansen, déjà auteur d'un but, en inscrit un deuxième pour clore la victoire 4-2 et un quatrième titre consécutif de champion de Norvège.

## Patinoires

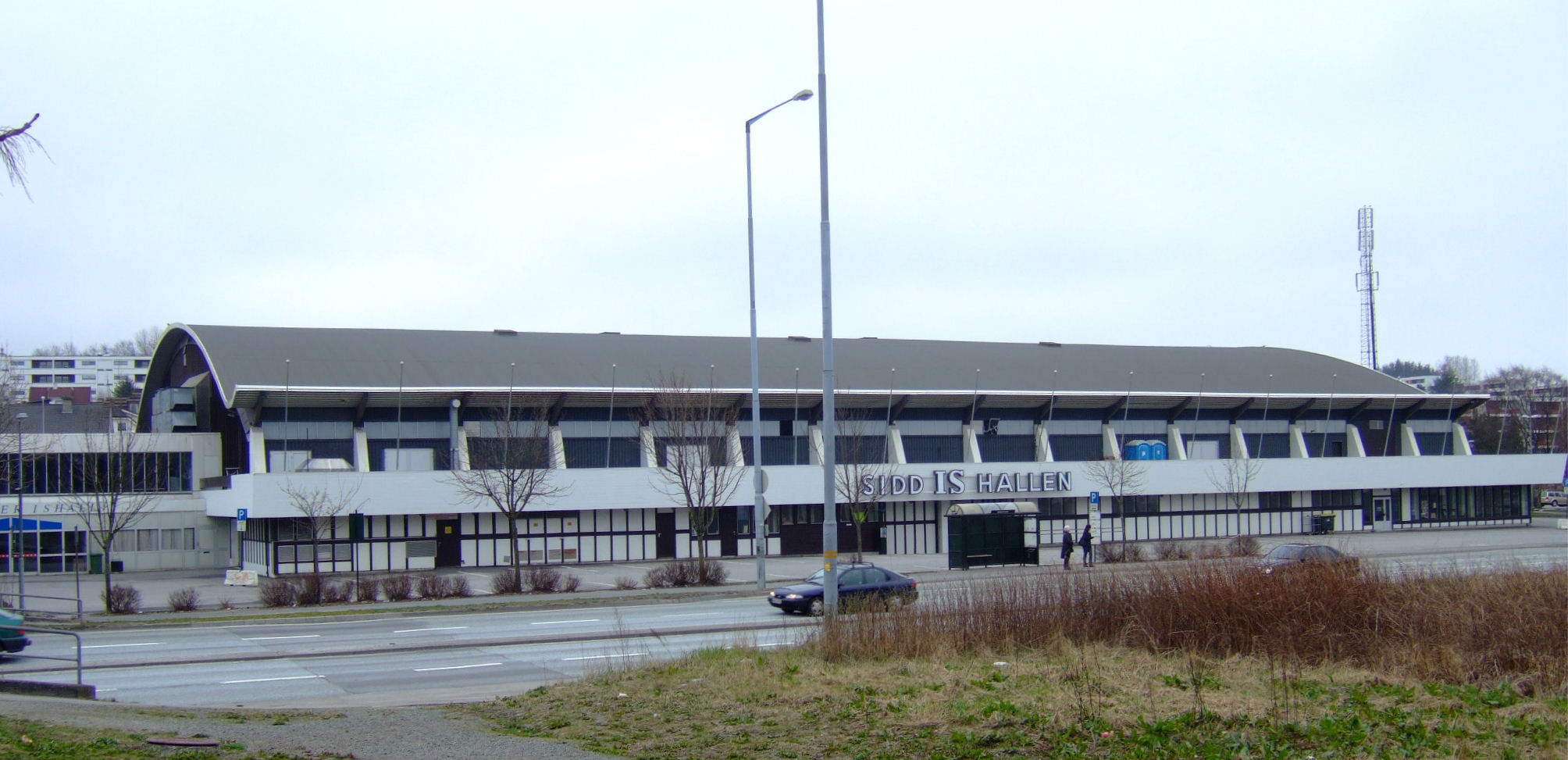
La Stanvanger Ishall utilisée par l'équipe entre 2001 et 2012.

À leurs débuts, les Oilers jouent dans la Stanvanger Ishall, une patinoire datant de 1968 ; il s'agit alors de la deuxième patinoire du pays. En 1992, des travaux de rénovation de la patinoire sont lancés, travaux qui dureront six ans. En 2006, Tore Christiansen envisage de lancer des travaux pour doter son équipe d'une nouvelle patinoire. La construction débute le 13 mai 2011. Au départ, le projet est appelé Oilers Arena, mais en septembre 2011, le club signe un accord de 10 ans le groupe bancaire norvégien DNB pour les droits de naming, valant 5 millions NOK par an. Le coût final de la construction est de plus de 210 millions NOK. La première partie a lieu dans la DNB Arena le 6 octobre 2012 avec une victoire 3-2 des joueurs locaux sur Vålerenga Ishockey.
| Saison    | Moyennes de spectateurs en saison régulière |
| --------- | ------------------------------------------- |
| 2003-2004 | 1 405                                       |
| 2004-2005 | 1 794                                       |
| 2005-2006 | 1 732                                       |
| 2006-2007 | 1 980                                       |
| 2007-2008 | 1 728                                       |
| 2008-2009 | 1 965                                       |
| 2009-2010 | 1 667                                       |
| 2010-2011 | 1 826                                       |
| 2011-2012 | 2 063                                       |
| 2012-2013 | 3 663                                       |
| 2013-2014 | 4 119                                       |
| 2014-2015 | 4 095                                       |
| 2015-2016 | 4 079                                       |

## Résultats

### Palmarès
Compétitions nationales
- Vainqueur de la GET ligaen : 2010, 2012, 2013, 2014, 2015, 2016, 2017, 2022, 2023
- Vainqueur de la 1re divisjon : 2003
- Vainqueur de la 2e divisjon : 2002

Compétitions européennes
- Vainqueur de la Coupe continentale : 2014

### Statistiques par saisons
| Saison    | Division    | Saison régulière | Saison régulière | Saison régulière | Saison régulière | Saison régulière | Saison régulière | Saison régulière | Saison régulière | Saison régulière | Saison régulière | Séries éliminatoires | Séries éliminatoires | Séries éliminatoires | Séries éliminatoires | Séries éliminatoires | Séries éliminatoires | Séries éliminatoires |
| Saison    | Division    | PJ               | V                | D                | N                | VP               | DP               | BP               | BC               | Pts              | Classement       | PJ                   | V                    | D                    | BP                   | BC                   | Pts                  | Évolution |
| --------- | ----------- | ---------------- | ---------------- | ---------------- | ---------------- | ---------------- | ---------------- | ---------------- | ---------------- | ---------------- | ---------------- | -------------------- | -------------------- | -------------------- | -------------------- | -------------------- | -------------------- | --- |
| 2001–2002 | 2. divisjon | 24               | 18               | 0                | 6                | —                | —                | 435              | 48               | 42               | Premiers         | —                    | —                    | —                    | —                    | —                    | —                    | — |
| 2002–2003 | 1. divisjon | 36               | 30               | 3                | 3                | —                | —                | 288              | 96               | 63               | Premiers         | 6                    | 5                    | 1                    | 37                   | 21                   | 16                   | Premiers |
| 2003–2004 | Eliteserien | 42               | 19               | 18               | —                | 1                | 4                | 163              | 152              | 63               | Sixièmes         | 7                    | 4                    | 3                    | 20                   | 26                   | —                    | Victoire en quart de finale 3–1 contre Trondheim Défaite en demi-finale 0–3 contre Storhamar                                              |
| 2004-2005 | Eliteserien | 42               | 16               | 20               | —                | 1                | 5                | 132              | 148              | 55               | Septièmes        | 3                    | 0                    | 3                    | 7                    | 17                   | —                    | Défaite en quart de finale 0-3 contre Vålerenga                                                                                           |
| 2005-2006 | Eliteserien | 42               | 19               | 14               | —                | 5                | 4                | 131              | 128              | 71               | Quatrièmes       | 17                   | 8                    | 9                    | 47                   | 48                   | —                    | Victoire en quart de finale 4–2 contre Sarpsborg Victoire en demi-finale 4–3 contre Stjernen Défaite en finale 0–4 contre Vålerenga       |
| 2006-2007 | Eliteserien | 44               | 25               | 12               | —                | 2                | 5                | 192              | 149              | 84               | Troisièmes       | 12                   | 6                    | 6                    | 42                   | 47                   | —                    | Victoire en quart de finale 4–2 contre Comet Défaite en demi-finale 2–4 contre Storhamar                                                  |
| 2007-2008 | Eliteserien | 44               | 20               | 16               | —                | 4                | 4                | 135              | 117              | 72               | Sixièmes         | 4                    | 0                    | 4                    | 3                    | 8                    | —                    | Défaite en quart de finale 0–4 contre Storhamar                                                                                           |
| 2008-2009 | Eliteserien | 45               | 26               | 15               | —                | 2                | 2                | 148              | 117              | 84               | Quatrièmes       | 6                    | 2                    | 4                    | 17                   | 27                   | —                    | Défaite en quart de finale 2–4 contre Storhamar                                                                                           |
| 2009-2010 | Eliteserien | 48               | 24               | 17               | —                | 1                | 6                | 132              | 128              | 82               | Troisièmes       | 18                   | 12                   | 6                    | 54                   | 40                   | —                    | Victoire en quarts de finale 4–2 contre Lillehammer Victoire en demi-finale 4–2 contre Sarpsborg Victoire en finale 4–2 contre Vålerenga  |
| 2010-2011 | Eliteserien | 45               | 27               | 10               | —                | 5                | 3                | 70               | 176              | 94               | Deuxièmes        | 17                   | 9                    | 7                    | 52                   | 42                   | —                    | Victoire en quarts de finale 4-1 contre Asker Victoire en demi-finales 4-2 contre Lørenskog Défaite en finale 1-4 contre Sarpsborg        |
| 2011-2012 | Eliteserien | 45               | 35               | 6                | —                | 3                | 1                | 216              | 100              | 112              | Premiers         | 14                   | 12                   | 2                    | 73                   | 36                   | —                    | Victoire en quarts de finale 4-0 contre Rosenborg Victoire en demi-finales 4-0 contre Lillehammer Victoire en finale 4-2 contre Lørenskog |
| 2012-2013 | Elitserien  | 45               | 29               | 12               | —                | 1                | 3                | 198              | 112              | 92               | Deuxièmes        | 14                   | 12                   | 3                    | 70                   | 35                   | —                    | Victoire en quarts de finale 4-0 contre Stjernen Victoire en demi-finales 4-1 contre Sarpsborg Victoire en finale 4-2 contre Vålerenga    |
| 2013-2014 | Elitserien  | 45               | 30               | 8                | —                | 4                | 2                | 198              | 98               | 101              | Deuxièmes        | 17                   | 12                   | 4                    | 54                   | 34                   | —                    | Victoire en quarts de finale 4-0 contre Rosenborg Victoire en demi-finales 4-3 contre Lillehammer Victoire en finale 4-2 contre Vålerenga |
| 2014-2015 | Elitserien  | 45               | 32               | 9                | —                | 3                | 1                | 190              | 97               | 100              | Premier          | 15                   | 12                   | 3                    | 51                   | 34                   | 34                   | Victoire en quarts de finale 4-0 contre Stjernen Victoire en demi-finales 4-0 contre Vålerenga Victoire en finale 4-3 contre Storhamar    |

## Joueurs

### Anciens joueurs
- Kristian Forsberg
- Ruben Smith
- Henrik Solberg
- Dan Kissel
- Peter Lorentzen
- Jean-Michel Daoust
- Tommy Kristiansen
- Rūdolfs Balcers